# 長津湖
长津湖（朝鲜语：／ Changjinho）即长津水库，是朝鲜北部的一个人工湖，位於咸镜南道長津郡，由發源於長津郡黃草嶺的長津江在北流注入鸭绿江的途中，经水电站大坝截流形成。该湖處在嚴寒地帶，一般10月下旬便會入冬，11月下旬气温低至－27℃。湖周邊有崇山峻嶺，平均海拔約1300米，附近人烟稀少，僅有數個村落。
1950年11月至12月朝鲜战争期间，曾在此發生长津湖战役。

## 影視作品
- 血戰長津湖：美國紀錄片
- 長津湖 (電影)：2021年中國大陸電影

## 备注
1. ↑  英文资料通常根据朝鮮日治時期使用的名称“／ Chōshin ko ?”转写为“Chosin Reservoir”。